# Гринвил (Илиноис)
Гринвил (енгл. Greenville) град је у америчкој савезној држави Илиноис. По попису становништва из 2010. у њему је живело 7.000 становника.

## Демографија
Према попису становништва из 2010. у граду је живело 7.000 становника, што је 45 (0,6%) становника више него 2000. године.
| Група             | 2000.         | 2010.         |
| Белци             | 5.608 (80,6%) | 5.417 (77,4%) |
| Афроамериканци    | 1.074 (15,4%) | 911 (13,0%)   |
| Азијати           | 33 (0,5%)     | 49 (0,7%)     |
| Хиспаноамериканци | 171 (2,5%)    | 442 (6,3%)    |
| Укупно            | 6.955         | 7.000         |